# Antheua insignata
Antheua insignata är en fjärilsart som beskrevs av M.Gaede 1928. Antheua insignata ingår i släktet Antheua och familjen tandspinnare. Inga underarter finns listade i Catalogue of Life.